# 前303年
| 千纪： | 前1千纪 |
| 世纪： | 前5世纪 \| 前4世纪 \| 前3世纪 |
| 年代： | 前330年代 \| 前320年代 \| 前310年代 \| 前300年代 \| 前290年代 \| 前280年代 \| 前270年代                                                                             |
| 年份： | 前308年 \| 前307年 \| 前306年 \| 前305年 \| 前304年 \| 前303年 \| 前302年 \| 前301年 \| 前300年 \| 前299年 \| 前298年                                               |
| 纪年： | 周赧王十二年 魯平公二十年 齊宣王十七年 趙武靈王二十三年 魏襄王十六年 韓襄王九年 秦昭襄王四年 楚懷王二十六年 宋康王二十六年 衛嗣君三十二年 燕昭王十一年 中山王𧊒七年 |

## 大事記
- 彗星出現。
- 秦取魏蒲阪、晉陽、封陵，取韓武遂。
- 齊、韓、魏以楚去年背其大前年之從約，聯兵攻之。楚懷王使其太子芈橫為質於秦，秦發兵救楚，三國退兵。